# Crati

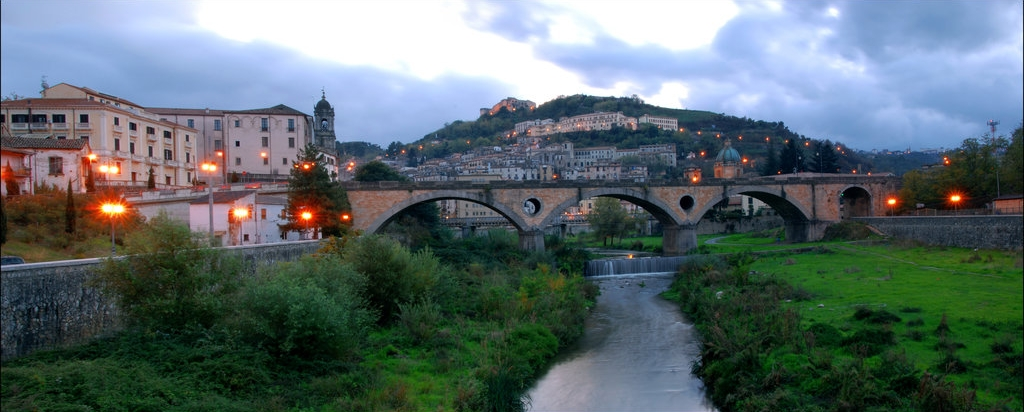
Der Fluss Crati bei Cosenza

Der Crati (altgriechisch: Κρᾶθις) ist ein Fluss in Kalabrien in Süditalien.
Der Crati ist 91 km lang und somit der längste Fluss Kalabriens. Er entspringt in 1742 m Höhe im Sila-Gebirge auf dem Monte Timpone Bruno, im Gebiet der Gemeinde Aprigliano. Das Einzugsgebiet des Flusses beträgt 2440 km². Seine bedeutendsten Nebenflüsse sind der Busento und die Coscile. Der Busento mündet bei Cosenza in den Crati. Die Coscile fließt dem Crati erst kurz vor seiner Mündung in das Ionische Meer zu. Das Meer bildet an der Mündung des Crati innerhalb des Golfs von Tarent den Golf von Corigliano. Vor der Mündung durchfließt der Fluss die Ebene von Sibari. Diese Ebene war in der Antike ein Siedlungsgebiet der Magna Graecia mit den Städten Sybaris und Thurioi, später bis in das 20. Jahrhundert ein Sumpfgebiet. Heute wird die Ebene landwirtschaftlich intensiv genutzt. Wenige hundert Meter südlich der Mündung des Crati liegen der Hafen von Corigliano Calabro und dessen Ortsteil Schiavonea.